# Strijkkwartet nr. 9 (Dvořák)
Het Strijkkwartet nr. 9 in d klein, opus 34, is een compositie van de Tsjechische componist Antonin Dvořák. Hij schreef het werk in december 1877.

## Ontstaan
In 1878 ontmoette Dvořák Brahms, een ontmoeting die het begin was van een jarenlange hechte vriendschap. Dvořáks verzoek om dit in 1877 geschreven kwartet aan Brahms op te mogen dragen werd vriendelijk aanvaard maar Brahms permitteerde zich daarbij wel een kritische opmerking. Hij verweet Dvořák te vluchtig te noteren en adviseerde hem het werk nog eens goed op ontbrekende kruisen, mollen en hersteltekens te controleren. Dvořák heeft het daarop herzien, daar hij – zoals hij zelf zei – vele slecht genoteerde noten zag. (Het kwartet was in een zeer korte periode gecomponeerd.)
Dit 9e kwartet is verwant aan het 8e: dezelfde melancholieke stemming, zij het hier met meer nadruk op de melodie. Het 8e kwartet zou in verband kunnen worden gebracht met de dood van een van Dvořáks kinderen, het 9e met de dood van nog eens twee van zijn kinderen. Gezien Dvořáks verzoek aan Brahms het werk aan hem te mogen op dragen, zou men kunnen denken dat het onder invloed van Brahms is geschreven. Dat is niet of nauwelijks het geval. Feitelijk kende Dvořák toen hij het schreef niet veel werken van Brahms en bovendien benadrukte Brahms tegenover componisten die hij hielp, en zeker Boheemse, altijd dat zij zijn componeerstijl niet over zouden moeten nemen. Misschien staat Dvořák met dit kwartet wel dichter bij Schubert dan bij Brahms.
Een novum is dat Dvořák voor het 2e deel volksmuziek gebruikte, uiteraard in gestileerde vorm. Het betreft een landelijke, overigens geenszins vrolijke, polka met een onvervalst Tsjechisch trio, een ländlerachtige sousedská. Het adagio, het hart van het werk, is wellicht het indrukwekkendste langzame deel dat Dvořák tot dan toe had gecomponeerd.

## Delen
- I Allegro
- II Alla polka: Allegretto scherzando
- III Adagio
- IV Finale: Poco allegro

## Betekenis
Brahms heeft zich voor publicatie van het werk beijverd. Simrock weigerde het te publiceren maar Schlesinger te Berlijn gaf het in 1880 uit.
- Bibliothèque nationale de France: cb13953484v (data)
- MusicBrainz work: 4d9f6545-dea3-499a-becd-ec3f0ae91844
- Virtual International Authority File: 294326727

nr. 1 A · nr. 2 B · nr. 3 D · nr. 4 e · nr. 5 f · nr. 6 a · nr. 7 a · nr. 8 E · nr. 9 d · nr. 10 Es · nr. 11 C · nr. 12 F (Amerikaans) · nr. 13 G · nr. 14 As · Cipressen